# Astragalus angustiflorus
Astragalus angustiflorus är en ärtväxtart som beskrevs av Karl Heinrich Koch. Astragalus angustiflorus ingår i släktet vedlar, och familjen ärtväxter.

## Underarter
Arten delas in i följande underarter:
- A. a. anatolicus
- A. a. angustiflorus